# Енотр
Енотр (дав.-гр. Οἴνωτρος) — персонаж давньогрецької міфології, молодший син царя Аркадії Лікаона.
Переправився на кораблях в Італію за 17 поколінь до Троянської війни та став царювати на території, що пізніше отримала назву Енотрія, біля Авзонійської затоки. За його ім'ям народ названий енотрами.